# Avia Solutions Group
Avia Solutions Group es un grupo empresarial aeroespacial global con sede en Irlanda que cuenta con casi 100 oficinas y estaciones de producción en todo el mundo. Avia Solutions Group tiene su sede en Dublín (Irlanda) y emplea a la mayoría de sus empleados en Vilna (Lituania). En 2022, Avia Solutions Group gestiona una flota de 209 aviones entre las empresas del grupo.

## Historia

### Prehistoria
En 2005, la historia de Avia Solutions Group comenzó cuando Lithuanian Airlines, la aerolínea nacional de Lituania, fue privatizada. La gestión de inversiones de LAL adquirió el 100% de las acciones de la aerolínea por 7,53 millones de euros. Se cambió la marca de la aerolínea y se separaron varias empresas, entre ellas Baltic Ground Services (asistencia en tierra), FL Technics (mantenimiento, reparación y operaciones de aviación) y Bilietų Pardavimo Centras (agencia de viajes). En 2005, se fundó FL Technics. La compañía abrió su primer hangar en el Aeropuerto Internacional de Vilnius. En noviembre de 2006, se fundó Baltic Aviation Academy (ahora conocida como BAA Training). La empresa forma a especialistas en FTO (Organización de formación de vuelo) y TRTO (Organización de formación de habilitación de tipo). En 2007, JetMS se fundó con el nombre de FL Technics Jets. En 2007, se fundó Aviation Asset Management (ahora conocida como AviaAM Leasing). En 2008, se fundó una aerolínea chárter llamada Small Planet Airlines.

### Fundación
La historia de Avia Solutions Group comenzó en 2005 cuando Lithuanian Airlines, la aerolínea nacional de Lituania, fue privatizada. LAL investicijų valdymas adquirió el 100% de las acciones de la aerolínea por 7,53 millones de euros. La aerolínea fue rebautizada como FlyLAL y se separaron varias empresas, incluidas Baltic Ground Services (asistencia en tierra), FL Technics (mantenimiento, reparación y operaciones de aviación) y Bilietų Pardavimo Centras (agencia de viajes). En 2008, FlyLAL presentó una demanda contra la aerolínea letona airBaltic, acusando a la aerolínea de dumping de precios. En 2009, FlyLAL se vio obligada a declararse en quiebra con alrededor de 29 millones de euros en deudas después de que el gobierno se negara a rescatar a la empresa y fracasara un posible acuerdo de compra. En 2014, el Tribunal de Justicia de la Unión Europea permitió detener la propiedad de airBaltic y el Aeropuerto Internacional de Riga con el fin de garantizar el procedimiento principal, buscando una reparación legal por los daños resultantes de las presuntas infracciones de la ley de competencia de la Unión Europea en la demanda de FlyLAL contra airBaltic por dumping de precios.

### Expansión
Al principio, Avia Solutions Group cubría tres áreas comerciales de la aviación, incluida la asistencia en tierra (Baltic Ground Services), el mantenimiento de aeronaves (FL Technics) y los servicios de viaje (Bilietu Pardavimo Centras).
En diciembre de 2005 Bilietų Pardavimo Centras se convirtió en miembro de IATA y en noviembre de 2006 cambió su nombre a BPC Travel (siglas de Best Price for Consumers Travel) para reflejar mejor su filosofía empresarial. BPC Travel dejó Avia Solutions Group en 2010.
En julio de 2006, Baltic Ground Services se vendió a UAB Finansų spektro investicija. La compañía fue comprada por Avia Solutions Group a la compañía de inversión Invalda en noviembre de 2008. El mismo año, Baltic Ground Services se convirtió en la primera compañía en Europa y la décima en el mundo en recibir el certificado IATA Safety Audit for Ground Operations (ISAGO). En enero de 2015, Baltic Ground Services se unió al Ground Handling Council (IGHC) de la IATA.
En noviembre de 2006, se estableció Baltic Aviation Academy (originalmente flyLAL Training) basada en el centro de formación de FlyLAL. La empresa proporciona habilitación de tipo FTO (Organización de formación de vuelo) y TRTO (Organización de formación de habilitación de tipo) para más de 10 tipos de aeronaves y opera simuladores de vuelo completos para Airbus A320 y otras aeronaves.
En 2007, el grupo estableció Aviation Asset Management (ahora AviaAM Leasing). En junio de 2008, firmó su primer contrato de arrendamiento con terceros con Kazakh Scat Air. AviaAM leasing abandonó el grupo en 2010. En 2013, AviaAM Leasing lanzó su oferta pública inicial y ahora cotiza en WSE.
En 2008, Avia Solutions Group separó sus actividades de vuelos chárter de FlyLAL y estableció una aerolínea chárter. En julio de 2010, se sometió a un cambio de marca importante y se convirtió en Small Planet Airlines. En marzo de 2013, Avia Solutions Group vendió el 99,5% de Small Planet Airlines UAB (Lituania) y Small Planet Airlines Sp. zoo. (Polonia) a un grupo de inversión liderado por el equipo de gestión de la aerolínea.
En 2010, FL Technics obtuvo el certificado de mantenimiento básico del Boeing 737 NG. En octubre de 2011, Boeing seleccionó a FL Technics como socio GoldCare. En 2014, FL Technics invirtió US$4 millones en un nuevo hangar MRO de alta tecnología en Kaunas. En 2014, la compañía lanzó Online Training™, un programa de capacitación remoto que cumple con la Parte 147 de EASA, basado en materiales visualmente mejorados disponibles en línea.
En 2010, Avia Solutions Group estableció una empresa de TI, que desarrolló su propia plataforma para intercambiar servicios de mantenimiento e inventario de aeronaves. En 2014, Locatory.com lanzó Amber A.I., una herramienta de inteligencia artificial que convierte las consultas de piezas de correo electrónico en búsquedas.
En 2011, Avia Solutions Group lanzó AviationCV.com, un proveedor global de especialistas en trabajos de aviación que brinda soluciones de recursos para aerolíneas, proveedores de MRO y otras empresas de la industria.
En 2011, Avia Solutions Group cotizó en la Bolsa de Valores de Varsovia (WSE).
En 2011, la empresa de MRO de Grupos, FL Technics, adquirió el 100% del proveedor de mantenimiento de líneas con sede en el Reino Unido, Storm Aviation.
En 2013, Avia Solutions Group adquirió Helisota, un proveedor internacional de servicios MRO para la aviación de helicópteros que brinda servicios para aviones Mi y Robinson.
En 2013, Avia Solutions Group lanzó su propio transportista de vuelos chárter privado KlasJet. La aerolínea tiene su sede en Vilna, Lituania y opera sus vuelos en Europa, CEI y otras regiones.
En 2014, BAA Training lanzó un desarrollador de software de TI de capacitación en aviación, MOMook.
En 2015, Avia Solutions Group lanzó un tour operador lituano Kidy Tour, así como un proveedor de inspecciones de infraestructura basado en UAV Laserpas. La empresa vendió su participación a la dirección de Laserpas en agosto de 2018.
En 2016, Avia Solutions Group lanzó un centro de desarrollo de competencias Emblick, adquirió el operador turístico estonio GoAdventure EE. La filial del Grupo en Indonesia también abrió un nuevo centro de MRO en Yakarta.
En 2018, la empresa filial de Avia Solutions Group, BAA Training anunció el establecimiento de una nueva empresa en Vietnam: BAA Training Vietnam.
En agosto de 2018, FL Technics Indonesia recibió el certificado Parte 145 de la Autoridad Federal de Aviación.
En octubre de 2018, FL Technics estableció una empresa conjunta en Harbin (República Popular China) con Aircraft Recycling International Limited para brindar servicios de MRO.
En octubre de 2018, BAA Training instaló 2 nuevos simuladores de vuelo completos en Vilnius (Lituania) y abrió una base de entrenamiento en el Aeropuerto Internacional de Lleida-Alguaire (España). BAA Training firmó un Memorando de Entendimiento con la Compañía de Inversión y Desarrollo de Aviación Civil de Henan (HNCA) para establecer una empresa conjunta de capacitación en aviación en Henan, China.
En octubre de 2018, Baltic Ground Services estableció una nueva empresa de transporte de mercancías por ferrocarril: BGS Rail en Ucrania.
El 20 de noviembre de 2018, Avia Solutions Group fue excluido de la Bolsa de Valores de Varsovia.
En diciembre de 2018, Baltic Ground Services (BGS) anunció la adquisición de una empresa de asistencia en tierra en Alemania.
En octubre de 2019, Avia Solutions Group adquirió el especialista británico en vuelos chárter Chapman Freeborn.
El 24 de enero de 2020, Avia Solutions Group firmó un acuerdo con BB Holding EHF para la adquisición total del proveedor de servicios de transporte aéreo islandés Bluebird Nordic.
En febrero de 2020, FL Technics adquirió el proveedor italiano de servicios de mantenimiento de líneas Flash Line Maintenance S.r.l.
El 14 de febrero de 2020, Avia Solutions Group firmó un acuerdo para adquirir la empresa de asistencia en tierra escandinava - Aviator.
En abril de 2020, Avia Solutions Group se unió a la Cámara de Comercio Estadounidense en Lituania.
El 18 de junio de 2020, Chapman Freeborn adquirió Arcus Air Logistics.
En julio de 2020, una subsidiaria de Avia Solutions Group Jet Maintenance Solutions estableció JetMS Regional.
En noviembre de 2020, el operador turístico Kidy Tour pasó a llamarse Tiketa Tour. En diciembre de 2021, la compañía cambió su nombre nuevamente a Kidy Tour.
En diciembre de 2020, una subsidiaria de Avia Solutions Group FL Technics adquirió la empresa canadiense de MRO Wright International.
En febrero de 2021, BAA Training Spain, filial de Avia Solutions Group, inició sus operaciones.
En marzo de 2021, una subsidiaria de Avia Solutions Group Jet Maintenance Solutions especializada en mantenimiento, reparación y revisión de aeronaves privadas y comerciales adquirió RAS Group (ahora JETMS Completions), con sede en Londres, que consta de Ras Completions Limited y RAS Interiors Limited.
En abril de 2021, una subsidiaria de Avia Solutions Group FL Technics lanzó un servicio a gran escala FL Technics Logistics Solutions.
En mayo de 2021, BAA Training estableció una organización MRO Avia Repair Co en el Aeropuerto Internacional de Lleida-Alguaire en España.
En septiembre de 2021, Avia Solutions Group anunció la entrada en una asociación estratégica con Certares Management LLC a través de una inversión de 300 millones.
En octubre de 2021, Avia Solutions Group adquirió Biggin Hill Hangar Company Limited, el propietario de Hangar 510, un centro de operaciones de operaciones de base fija (FBO) y mantenimiento, reparación y revisión (MRO) en el aeropuerto Biggin Hill de Londres.
En febrero de 2023, la subsidiaria del Grupo, KlasJet, inicia operaciones ACMI y agrega 8 aviones Boeing 737-800 a su flota. Es la tercera marca del Grupo que ofrece el servicio ACMI, además de SmartLynx Airlines y Avion Express. 
En marzo de 2023, Avia Solutions Group traslada su sede de Chipre a Irlanda.

## Premios
En 2011, Avia Solutions Group fue reconocido como uno de los mejores debutantes en WSE.
En 2012, Linas Dovydenas, CEO de Avia Solutions Group, fue premiada como CEO del año por los lectores del sitio web de noticias comerciales y el periódico “Verslo Zinios”.
En 2012, Gediminas Ziemelis, presidente de Avia Solutions Group, fue seleccionado entre los 40 líderes jóvenes más talentosos de la industria de la aviación por Aviation Week & Space Technology.
En 2014, Gediminas Ziemelis, presidente del consejo de Avia Solutions Group, Anatolij Legenzov, director general de Helisota se incluyeron en la lista de los 40 líderes jóvenes menores de 40 años de Aviation Weeks. Gediminas Ziemelis se convirtió en la única persona en ser incluida dos veces seguidas con su primera aparición repetida en 2012.
En junio de 2016, Avia Solutions Group recibió un premio National Public Champion y fue nombrada entre las 10 mejores empresas europeas en la categoría RSM Entrepreneur of the Year en los European Business Awards.
Avia Solutions Group fue nombrado Exportador del año 2018 por la Confederación de Industriales de Lituania.